# Ziegelstadel (Geisenfeld)
Ziegelstadel ist ein Stadtteil von Geisenfeld im oberbayerischen Landkreis Pfaffenhofen an der Ilm. Die Einöde liegt circa zwei Kilometer südöstlich von Geisenfeld und ist über die Staatsstraße 2335 zu erreichen.
Am 1. Juli 1971 wurde Ziegelstadel als Teil der ehemals selbständigen Gemeinde Untermettenbach in die Gemeinde Geisenfeld eingegliedert.